# Fontaine-sous-Jouy
Fontaine-sous-Jouy település Franciaországban, Eure megyében. Lakosainak száma 848 fő (2022. január 1.). Fontaine-sous-Jouy Autheuil-Authouillet, Chambray, Gauciel, Jouy-sur-Eure, Reuilly és Saint-Vigor községekkel határos.

## Népesség
A település népességének változása:
| Lakosok száma | 394  | 478  | 618  | 834  | 832  | 877  | 873  | 846  | 847  | 848  |
|               | 1968 | 1982 | 1990 | 2006 | 2013 | 2015 | 2017 | 2019 | 2020 | 2022 |